# Konrad Redmer
Konrad Redmer (* 20. November 1870 in Löbau, Westpreußen, Königreich Preußen; † 1921 in Freie Stadt Danzig) war Arzt und Stadtrat in Danzig.

## Leben
Der Vater war Sattlermeister im westpreußischen Löbau und wahrscheinlich polnischer Herkunft. Konrad Redmer besuchte das Gymnasium im nahegelegenen Strasburg an der Drewenz. Er studierte Medizin in Greifswald, Rostock und Berlin und promovierte 1895 zum Dr. med. in Rostock.
Spätestens seit 1903 lebte Redmer in Danzig. Er praktizierte dort als Arzt und war Sanitätsrat. Anfang 1920 wurde er unbesoldeter Stadtrat für die Polnische Partei. 1921 starb er.
Konrad Redmer war Mitglied der Naturforschenden Gesellschaft und des Ärztlichen Vereins zu Danzig.